# Angie Rigueiro
María de los Ángeles Rigueiro Iaccarino (Buenos Aires, Argentina, 16 de agosto de 1988), más conocida como Angie Rigueiro, es una periodista y presentadora hispano-argentina. En la actualidad  presenta los deportes de Antena 3 Noticias. Durante dos años presentó las Noticias de la Mañana de Antena 3  Es la directora y creadora del máster de Periodismo de Televisión de la Universidad Francisco de Vitoria.
Esta casada con el analista financiero Nacho Cerrillo. Tiene un hijo de 6 años llamado Ignacio.

## Biografía
Licenciada en Periodismo y Publicidad y Relaciones Públicas por la Universidad Francisco de Vitoria. El último curso lo estudió en la universidad americana Oglethorpe University, en Atlanta, Estados Unidos con una beca por excelencia académica. Dos años más tarde, cursó el Máster Oficial en Política Internacional y Estudios Sectoriales de la Universidad Complutense de Madrid. También hizo un postgrado en Dirección de Empresas Audiovisuales del EAE Business School. Actualmente, hace su tesis doctoral en terrorismo yihadista. 
Su primer contacto con los medios de comunicación audiovisuales le llegó de la mano de CNN Estados Unidos en Atlanta. Allí formó parte del equipo de CNN Internacional donde realizó labores de presentación, redacción, locución y cobertura de informativos durante dos años. A su vuelta a España siguió colaborando como freelance para la cadena estadounidense, cubriendo eventos y acontecimientos que ocurrían en España.
Su primer contacto con Antena 3 fue en el año 2012, como reportera en la sección de Sociedad y Cultura. Dos años después, pasó a formar parte de la sección de Nacional, cubriendo elecciones, campañas electorales, Casa Real y Congreso de los Diputados.
Además, es graduada en Psicología por la Universidad Francisco de Vitoria, carrera que finalizó en 2024.

## Trayectoria

#### CNN
En el verano del año 2009 aterrizó en CNN Estados Unidos. Durante los primeros meses colaboró con CNN Internacional desempeñando labores de redacción y documentación. Posteriormente, colaboró también con algunos de los programas de radio de CNN Internacional y el canal hispano de la cadena.
A los seis meses, pasó a formar parte de CNN en Español, el canal de habla hispana de CNN USA. Desempeña labores de redacción y también realiza su primer contacto delante de las cámaras, colaborando en labores de presentación. 
Regresa a España y sigue manteniendo el contacto con la cadena, haciendo trabajos, reportajes y conexiones en directo como freelance. 

#### Antena 3
Angie llega a Antena 3 al obtener la beca del Programa Primer Empleo que cada año convoca la Asociación de la Prensa de Madrid para promover la incorporación al mundo laboral de los recién graduados. Se incorpora a la sección de sociedad y cultura del equipo de fin de semana. Al terminar su beca, la cadena la contrata de manera indefinida. 
A los dos años pasa a formar parte del equipo de Nacional de la cadena. Cubre campañas electorales, elecciones generales, autonómicas y municipales. Es testigo en primera mano del fin del bipartidismo en España con la irrupción de Podemos y Ciudadanos. Cubre la información de varios partidos, como el PP, PSOE y Ciudadanos, y durante unos meses cubre la Casa Real. También hace conexiones habituales desde el Congreso de los Diputados. 
En las Navidades de 2016 la cadena la pone a presentar el informativo matinal por el periodo de vacaciones. Seis meses después, se convierte en una de las presentadoras titulares de la cadena. Presenta junto a María José Sáez y Lorena García. En el verano de 2018, logra los mejores datos de audiencia de la cadena en el informativo matinal de los últimos 6 años, con un 22% de share.  Actualmente continúa al frente del espacio Noticias de la Mañana de 7 a 9 a. m., justo antes del programa Espejo Público.

## Docencia
Angie Rigueiro compagina su labor como periodista y presentadora con la docencia. Desde el año 2014 está vinculada a la Universidad Francisco de Vitoria . Ha impartido las asignaturas de Información Audiovisual en los cursos de tercero y cuarto de periodismo y comunicación. Además, ha dado presentación en televisión. En el año 2017 pasó a formar parte del equipo de profesores del Máster en Criminología de la Universidad Cardenal Cisneros, en Madrid, impartiendo la asignatura de terrorismo yihadista. 
En el 2018, creó su propio máster en Periodismo en Televisión, el cual ahora dirige en la UFV.

## Otros Medios

#### Telecinco Sport
En el año 2008, Angie retransmitió varios partidos del torneo mundial de pádel para el canal de Mediaset, Telecinco Sport. 

#### Onda Cero
Rigueiro también colaboró en el año 2007 en el programa Te doy mi palabra de Isabel Gemio en Onda Cero, con informaciones económicas y de sociedad

#### Lasemana
Desde el año 2006 hasta el 2009, Angie Rigueiro escribía todas las semanas una crónica política. 

## Premios y reconocimientos
- Beca del Programa Primer Empleo de la Asociación de la Prensa de Madrid (2012)
- Premio Universitario por Excelencia Académica de la UFV y el Ayuntamiento de Las Rozas al obtener una media en las licenciaturas de 9,3
- Ganadora de Becas Europa, premio patrocinado por el Banco Santander, por tener uno de los 50 mejores expedientes españoles en Bachillerato:9,8 (2006)
- Premio Antena de Oro 2024, por su labor en deportes en el grupo Antena 3, concedida por la Asociación de Profesionales de Radio y Televisión de Madrid con las Antenas de Plata. [10]